# 喬治·錢納利
喬治·錢納利（英文：George Chinnery，1774年—1852年），是傳統學院派畫家，在早年到中國的畫家當中享負盛名，被視為十九世紀東方最有影響力的西方畫家，其作品深受印度、香港以及澳門人喜愛。

## 生平簡介
出生於英國，父親是書法家；本身家境富裕，自己在繪畫方面亦頗有才能，故於英國、愛爾蘭等地享有盛名。但因他於年少時揮霍無度結果欠債累累，而他本身亦不喜歡其口中所描述的“醜陋”的太太，故於1802年毅然離開英國遠赴印度，並於當地定居，於當地繪畫出不少有關當地風土人情的作品。於印度逗留24年之後，於1825年遷居澳門，並開始其對這個小城各種風貌的描畫。其間也曾在廣州和香港小住過一段時間，亦描繪了不少當地風貌的作品。1852年5月30日病逝於澳門寓所，享年78歲。遺體安葬於白鴿巢公園旁的基督教墳場。
中國廣州畫家林官即其弟子。

## 藝術貢獻
錢納利擅於街頭速寫，每逢路過觸發靈感的好地方時都會就地描畫，且又快又好。另外，他也替不少達官貴人作人像畫，他甚至曾經試過先即場為對方描繪出人像，其後再回家憑記憶畫出背景。
錢納利描畫的各地風貌亦為後世歷史研究留下不少的貢獻，如剛開埠的香港的模樣，以及昔日澳門小城各歷史建築的面貌等。

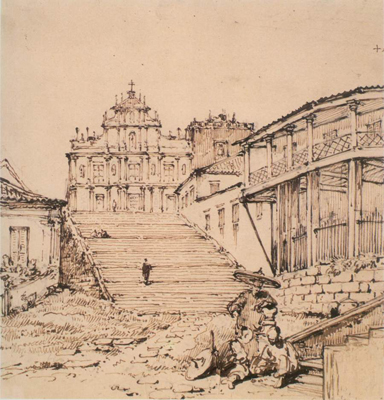
著名畫家錢納利筆下的聖保祿學院

## 紀念
澳葡政府後期將錢納利寓所所處的街道命名為千年利街（Rua George Chinnery），其中文譯名以當時準則翻譯，故現在看來略顯突兀。另外，澳葡政府亦曾在1982年在其故居牆上鑲上一塊紀念牌，但不久之後該建築物亦被拆去。
另外，澳門和香港亦分別為紀念錢納利舉辦過大型畫展。其中一次為2005年6月22日至8月29日香港歷史博物館所舉辦的「東方印象─錢納利繪畫展」，以紀念錢納利到中國180週年，其藏品有相當部分為香港滙豐銀行擁有。
澳門博物館其後於2010年5月29至8月29日舉辦《他鄉故里——喬治‧錢納利作品展》，展示其在1790年代至1840年間在英國倫敦、印度及澳門時期所繪製的油畫、水彩畫、素描和速寫素描等的作品共142件，除了部份為澳門博物館藏品之外，亦得到香港上海滙豐銀行有限公司、怡和管理有限公司、澳門藝術博物館及多位私人收藏家提供及借出展示。
澳門藝術博物館最近一次於2012年8月9日至2013年2月17日舉辦《速寫澳門——錢納利素描展》，展出的錢納利一本共七十餘幀的澳門速寫，另外包括藝博館館藏三十幅，包括人像寫生、民生風貌、教堂民居，內容琳瑯滿目，令人聯想到畫家當年速寫澳門的景況。

## 延伸阅读
- Fagan, Louis Alexander. . Stephen, Leslie  (编).  10. London: Smith, Elder & Co. 1887.
- Impressions of the East - The Art of George Chinnery, Hong Kong Museum of History, 2005
- Hutcheon, Robin, "Chinnery, the man and the legend," South China Morning Post Ltd, Hong Kong, 1975, with a chapter on Chinnery's shorthand by Geoffrey W. Bonsall.
- Tillotson, Giles, "Fan Kwae pictures: Paintings and drawings by George Chinnery and other artists in the collection of the Hong Kong and Shanghai Banking Corporation", 1987.
- Hutcheon, Robin, "Chinnery", Formasia Ltd, Hong Kong, 1989.
- Conner, Patrick, "George Chinnery 1774-1852, artist of India and the China Coast", ACC, 1989.
- Conner, Patrick, "The Flamboyant Mr Chinnery", catalogue of exhibition held at Asia House, London, 2012.

## 外部連結
- 维基共享资源上的相關多媒體資源：喬治·錢納利